# Heinäsaari (ö i Kymmenedalen, Kouvola, lat 60,86, long 26,60)
Heinäsaari är en ö i Finland. Den ligger i Kymmene älv och i kommunen Kouvola i den ekonomiska regionen  Kouvola ekonomiska region  och landskapet Kymmenedalen, i den södra delen av landet, 120 km nordost om huvudstaden Helsingfors. Öns area är 0,2 hektar och dess största längd är 120 meter i sydväst-nordöstlig riktning.